# Estomopneustoides
Els estomopneustoides (Stomopneustoida) són un ordre d'equinoïdeus que inclou una cinquantena d'espècies d'eriçons de mar, la majoria fòssils.

## Característiques
Són eriçons de mar regulars. La closca és arrodonida, amb el peristoma (boca) situat al centre de la cara oral (inferior) i el periprocte (dispositiu que conté l'anus i els porus genitals) al costat oposat, al vèrtex de la cara aboral (superior). Els ambulacres i els interambulacres tenen la mateixa amplada. Els tubercles primaris no estan perforats. Les radioles (espines) són cilíndriques i llises.

## Taxonomia
L'ordre Stomopneustoida inclou dues famílies actuals, amb una espècie cadascuna i una altra de fòssils amb més de 50 espècies:
- Família Stomopneustidae Mortensen, 1903
  - Stomopneustes variolaris (Lamarck, 1816)
- Família Glyptocidaridae Jensen, 1982
  - Glyptocidaris crenularis A. Agassiz, 1864

- Família Stomechinidae Pomel, 1883 †